# 卢铁城
卢铁城（1936年—），男，江苏靖江人，中华人民共和国政治人物，曾任四川大学校长。党委书记，四川省人大常委会副主任。
主要经历：
1955年5月加入中国共产党。
1955年8月参加工作，1955年至1957年一机部船舶局第一产品设计室雷达组长。
1957年至1960年在成都电讯工程学院（现电子科技大学）二系雷达专业学习。
1960年至1962年在北京航空学院七系导航专业进修。
1962年至1980年任成都电讯工程学院教师、教研室副主任、主任、系副主任。
1980年至1982年美国麻州大学电气和计算机工程系访问学者。
1982年至1984年任成都电讯工程学院教师、院长助理兼科研处长。
1984年至1987年任四川省高教局副局长、党组副书记。
1987年至1988年任四川省教委副主任、党组副书记。
1988年至1992年任四川省教委主任。
1992年至1997年任中国驻美国纽约总领事馆教育参赞、党委委员，四川省人民政府顾问。
1997年任四川联合大学党委书记、校长。
1998年1月任四川省人大常委会副主任、四川联合大学党委书记、校长。
1998年12月任四川省人大常委会副主任、四川大学党委书记、校长。
2003年6月任四川大学党委书记，不再担任四川大学校长。
2004年7月不再担任四川大学党委书记。

主要著作：
1、大学管理实践与思考 卢铁城,成都:四川大学出版社,2004 
2、强校之路:以四川大学为例 卢铁城,北京:高等教育出版社,2015